# Into the Wild (phim)
Into the Wild là một bộ phim của điện ảnh Mỹ năm 2007 được đạo diễn bởi Sean Penn. Nó được chuyển thể từ cuốn sách cùng tên được viết vào năm 1996 bởi Jon Krakauer kể một câu chuyện có thật về chuyến đi xuyên Bắc Mỹ của Christopher McCandless cùng với cuộc sống của anh ở vùng hoang dã Alaska vào đầu những năm 1990. Bộ phim có sự góp mặt của Emile Hirsch trong vai McCandless, Marcia Gay Harden và William Hurt trong vai cha mẹ của anh, ngoài ra còn có Catherine Keener, Vince Vaughn, Kristen Stewart, và Hal Holbrook.
Bộ phim lần đầu được công chiếu tại liên hoan phim Rome 2007 và sau đó được chiếu ở Fairbanks, Alaska ngày 21 tháng 9 năm 2007. Bộ phim sau đó được đề cử hai giải Quả Cầu vàng và chiến thắng trong hạng mục bài hát gốc hay nhất cho bài "Guaranteed" của Eddie Vedder. Bộ phim cũng được đề cử hai giải Oscar, trong đó có Hal Holbrook cho hạng mục Nam diễn viên phụ xuất sắc nhất.

## Cốt truyện
Bộ phim dựa trên một câu chuyện có thật về hành trình xuyên quốc gia của McCandless, với hai mốc thời gian kể chuyện đan xen nhau: một là khi anh đang bị mắc kẹt tại một vùng hẻo lánh ở Alaska, hai là chuyến hành trình hai năm của anh qua nhiều vùng đất trước khi đến Alaska. Các tóm tắt cốt truyện ở đây được viết theo trình tự thời gian.
Trong tháng 5 năm 1992, một chàng thanh niên trẻ có tên Christopher McCandless (Emile Hirsch) đã đặt chân đến một vùng đất hẻo lánh xa xôi tại phía Bắc của Công viên Bảo tồn Quốc gia Denali ở Alaska. Anh đã cắm trại trong một chiếc xe buýt bị bỏ lại ở đó, thứ mà anh gọi là Chiếc xe buýt Kì diệu. Khoảng thời gian đầu của McCandless ở đó thật là tuyệt vời: đó là sự cô lập với thế giới bên ngoài, vẻ đẹp của thiên nhiên hoang dã và một cuộc sống thật an nhàn. Buổi sáng anh chuẩn bị một khẩu súng trường cỡ nòng 22 để săn bắt thú. Tối đến anh ngồi đọc sách và viết vào cuốn nhật ký của mình về suy nghĩ của mình trong ngày tháng sống ở đây và sự chuẩn bị cho một cuộc sống hòa mình với thiên nhiên.
Vào khoảng 2 năm trước tháng 5 năm 1990, McCandless tốt nghiệp đại học với tấm bằng danh dự của trường Đại học Emory ở Atalanta, Georgia. Ngay sau hôm đó, McCandless đã quyết định từ bỏ cuộc sống mà anh cho là tầm thường của mình bằng cách tiêu xài hết toàn bộ số tiền của mình trong thẻ tín dụng. Anh đã tặng toàn bộ số tiền tiết kiệm 24,000 USD tới Oxfam và nảy ra ý tưởng lái xe đường dài xuyên quốc gia, với chiếc xe thân thuộc Datsun B210 để trải nghiệm cuộc sống nơi thiên nhiên hoang dã. Tuy nhiên McCandless đã không tiết lộ với cha mẹ là Walt (William Hurt) và Billie McCandless (Marcia Gay Harden), hay thậm chí cả người em gái thân thiết Carine (Jena Malone) về kế hoạch táo bạo của mình và ngắt đường liên lạc với họ. Đến khi gia đình biết anh đã rời đi thì họ ngày càng trở nên lo lắng và tuyệt vọng tột cùng.
Tại hồ Mead, Arizona, xe của McCandless bị một cơn lũ quét tràn qua phá hỏng khiến anh phải bỏ lại nó và buộc phải đi bộ tiếp tục cuộc hành trình. Sau khi đốt hết toàn bộ số tiền trong người, anh đã lấy một cái tên mới là "Alexander Supertramp". Ở phía Bắc California, McCandless gặp hai người hippie là Jan Burres (Catherine Keener) và Rainey (Brian H.Dieker). Rainey đã kể cho anh về mối quan hệ thất bại của mình với Jan, và sau đó McCandless đã giúp anh phấn chấn lên. Tháng 9 Mc Candless đến Carthage, Nam Dakota và làm việc cho một công ty kinh doanh thuộc sở hữu của Wayne Westerberg (Vince Vaughn), nhưng anh đã buộc phải ra đi sau khi Westerberg bị bắt vì vi phạm bản quyền vệ tinh.